# Église Saint-Ignace de Strasbourg
Pour les articles homonymes, voir Église Saint-Ignace.
L'église Saint-Ignace est une église catholique  dans le quartier du Neuhof à Strasbourg située à l'angle de la route d'Altenheim et de la rue Welsch. Elle est construite au milieu du XIXe à l'emplacement d'une ancienne chapelle fondée par les jésuites en 1681. En 1948, les arts ont été entièrement refait par Antoine Heitzmann sur l'ancienne décoration du peintre Oster.

## Histoire

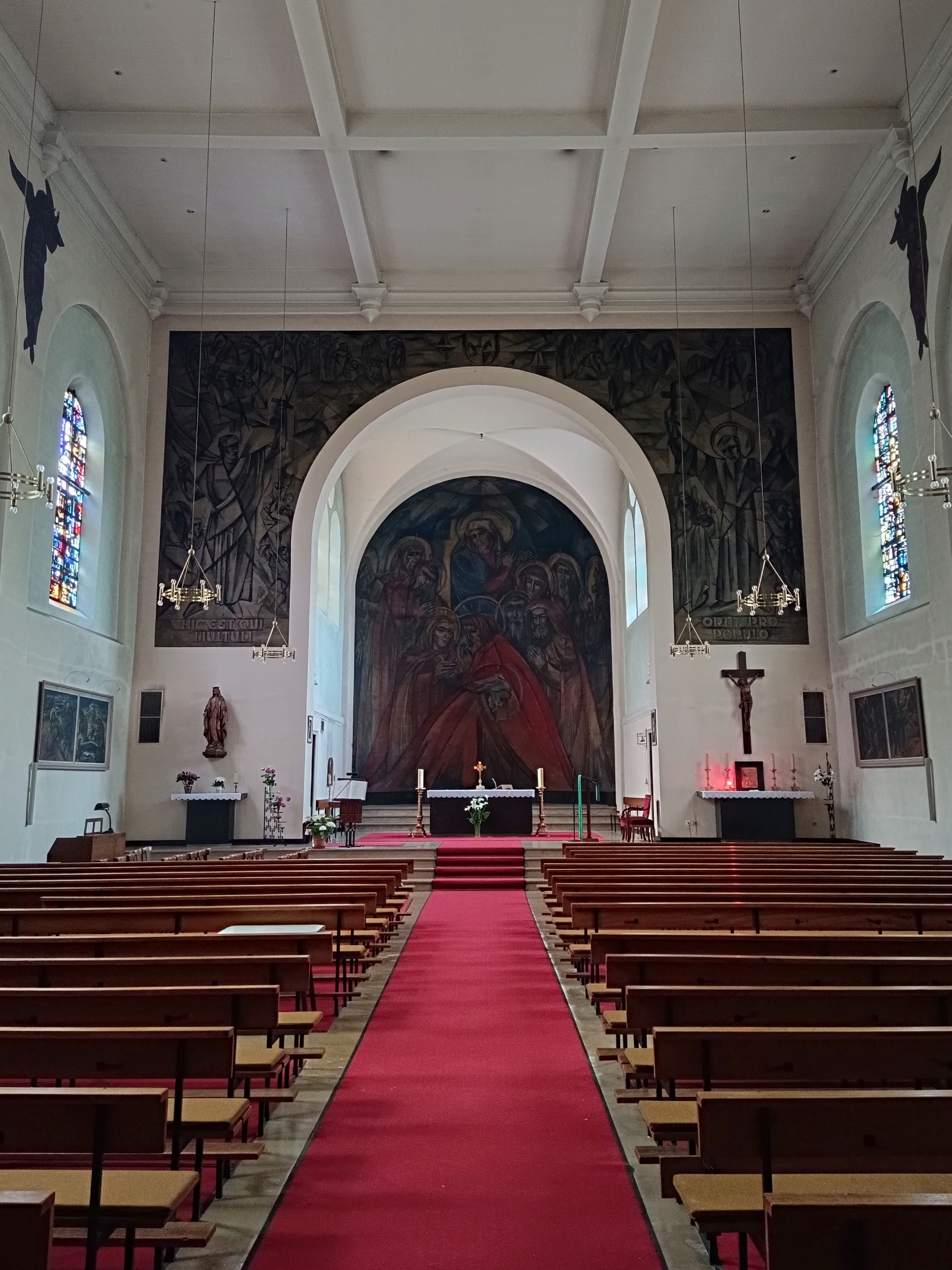
Vue intérieure

L’histoire de la paroisse catholique du Neuhof remonte au XVIIe siècle. En 1681, Louis XIV autorisa les Jésuites à s’établir à Strasbourg et leur offrit le Bruderhof (rue des Frères à Strasbourg). En 1699, les Jésuites s’installèrent au Neuhof, où ils cultivèrent les terres environnantes, construisirent une ferme et une première chapelle. Les domestiques et journaliers résidaient dans de petites maisons situées entre l’orphelinat protestant et la poste.
En 1773, les Jésuites furent chassés du pays, et M. Burgraf acheta leur terrain et leur chapelle. Cette dernière étant trop petite, le curé Adamus Mantz fit construire une église en 1807. Celle-ci avait un mur de pierre côté rue, tandis que les deux pignons et le côté jardin étaient en bois.
En raison de l’augmentation de la population, l'église devint trop petite. En février 1847, le curé Mathias Siffrid et l'architecte municipal, M. Friss, proposèrent la construction d'une nouvelle église, à condition que la façade principale soit entièrement dégagée vers la route. La première pierre fut bénie le 1er août 1847, et l'église fut dédiée à Saint Ignace de Loyola.
En 1854, l'orgue de l'église fut construit par le facteur d'orgue alsacien Stiehr-Mockers, puis remanié en 1917 par Roethinger, et finalement restauré dans son état d'origine par G. Kern en 1992. Le 30 juillet 1854, les tableaux des autels latéraux furent bénis, suivis par l'installation de l'horloge le 8 septembre et la bénédiction des trois autels le 18 septembre.
Le 4 août 1861, lors de la célébration de la fête de Saint Ignace, patron de la paroisse, les peintures murales du chœur, réalisées par l’artiste peintre Oster, furent dévoilées. Ces peintures, formant un ensemble harmonieux, incluent quatre tableaux au-dessus des croisés du chœur et sur les portes des sacristies.

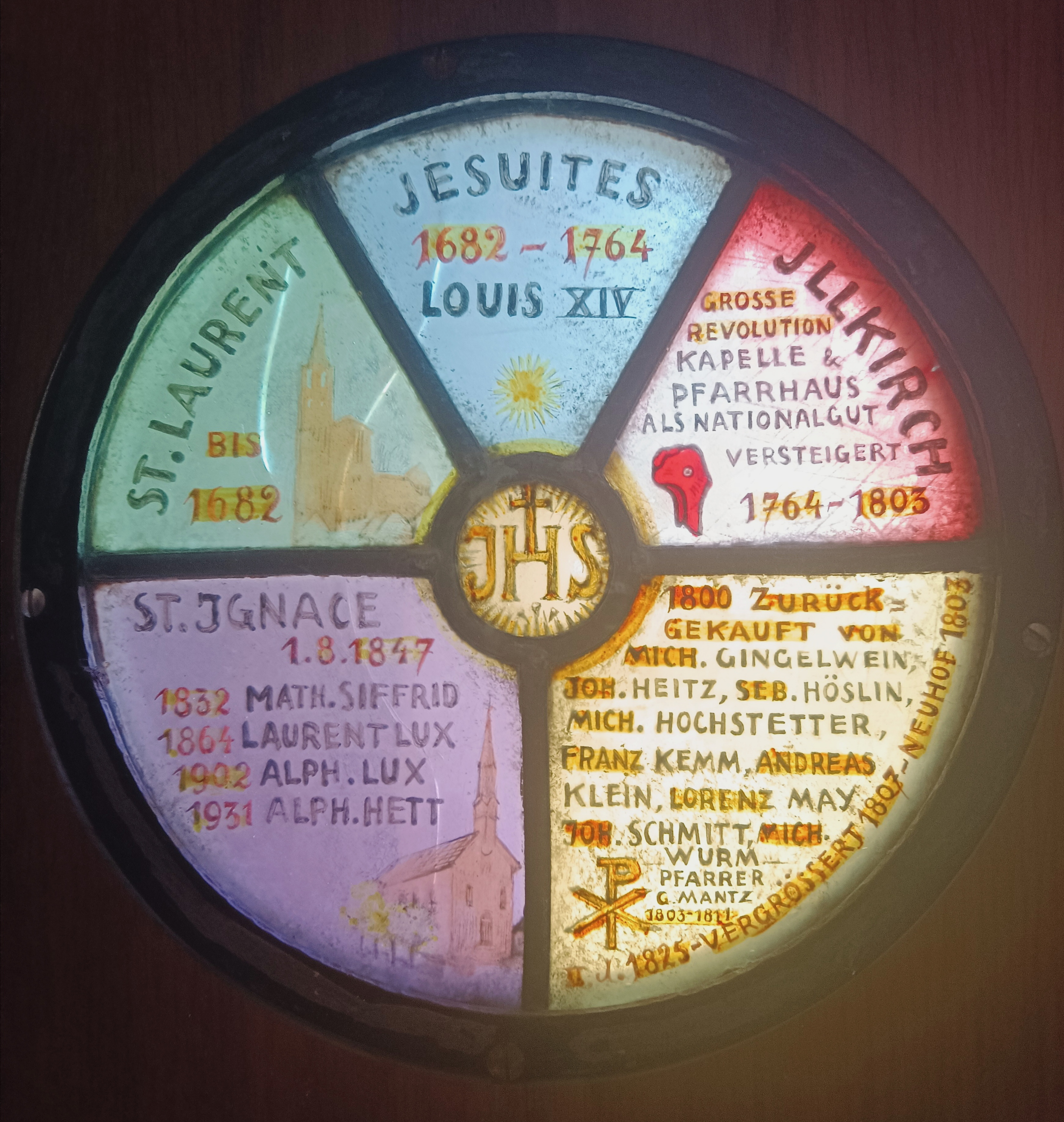
Vitrail historique de la sacristie

En 1865, la nef de l'église commença à recevoir des décorations visant à l'harmoniser avec le chœur, réalisées par le peintre allemand Sterz. En juillet 1969, un nouvel autel de style roman fut placé dans l'église. À cette époque, la paroisse comptait 1514 catholiques, et certains fidèles devaient marcher une heure pour atteindre l'église.
La guerre franco-prussienne de 1870 fit passer l'Alsace sous contrôle germanique jusqu'en 1918. Fin août, le Neuhof fut occupé par l'armée prussienne durant le bombardement de Strasbourg. En réponse à ces événements, la Confrérie du Saint-Cœur de Marie instaura la dévotion du chapelet tous les dimanches soir pour obtenir la protection de la paroisse.
En 1890, la première association caritative de la paroisse, la Conférence Saint-Vincent-de-Paul, fut créée pour aider la population pauvre. En 1894, le Cercle d’Hommes Catholiques fut fondé, suivi en 1904 par la sportive paroissiale (SPN - Sportive Neuhof). De nombreuses autres associations, telles que la chorale Saint-Cécile, les Jeannettes, les Scouts et la jeunesse ouvrière, virent le jour au cours des cinquante années suivantes.
En 1904, l'ancien presbytère, datant de 1867, fut démoli pour être remplacé par le bâtiment actuel situé à l'arrière de l'église. Le chauffage fut également installé dans l'église à cette occasion.

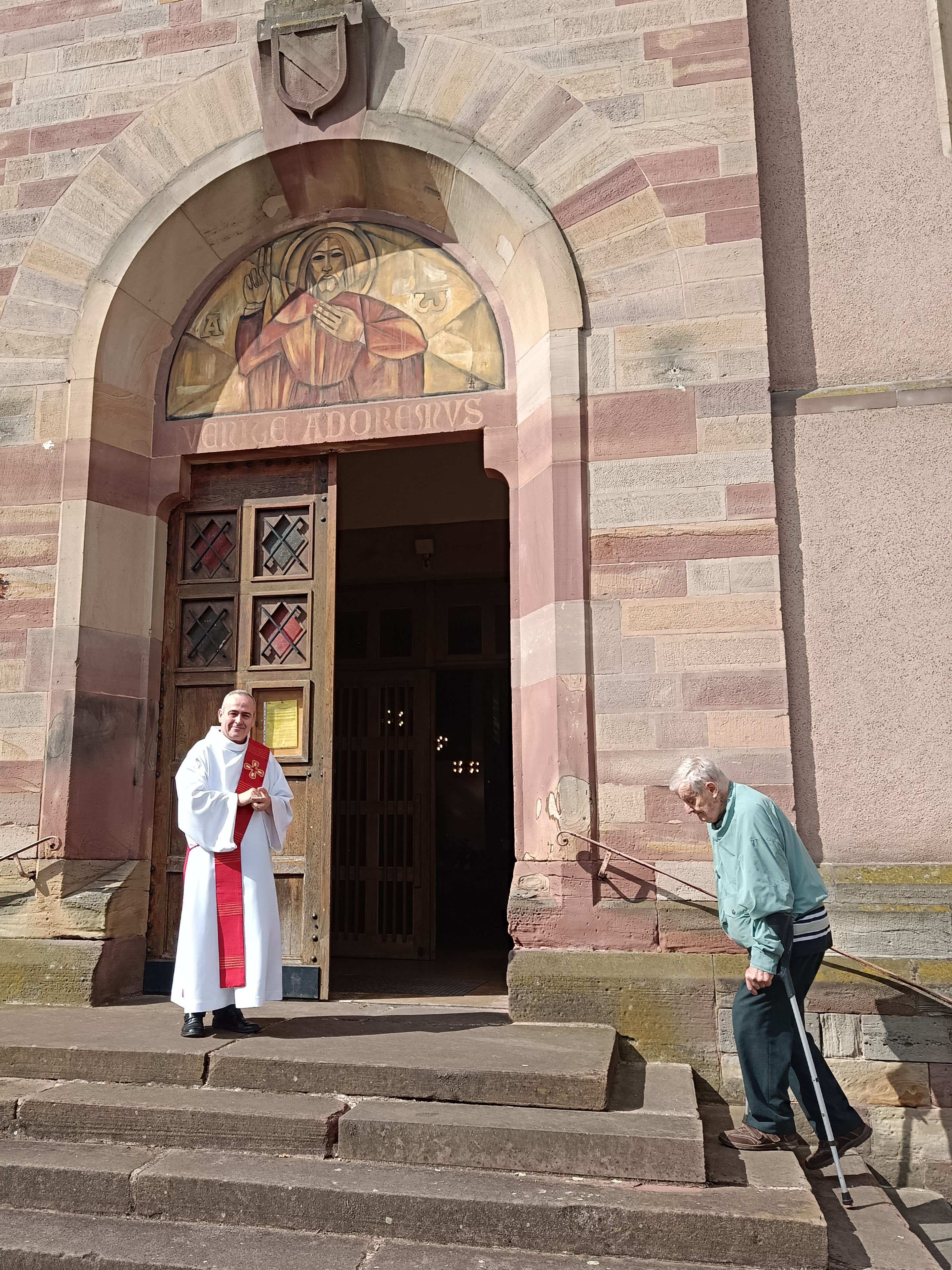
Entrée et accueil d'un diacre, Venite adoremus, Fresque du Christ Α et Ω

Après la Seconde Guerre mondiale, en 1948, l'intérieur de l'église fut entièrement rénové, avec des œuvres du peintre Antoine Heitzmann, originaire du Neuhof.
En 1953, un bulletin paroissial bilingue et gratuit fut créé pour informer les paroissiens des activités paroissiales et des consignes du Pape et de l’Évêque.
Depuis 2008, à la suite du réaménagement pastoral, les paroisses Saint-Ignace et Saint-Christophe font partie de la même Communauté de paroisses du Neuhof sous le patronage du Bienheureux Antoine Chevrier. Un accès handicapé et des toilettes pour handicapés ont été ajoutés sous le ministère du père Jean-Paul (2010-2017) pour améliorer l’accessibilité des lieux.

## Arts

### Les fresques
Les fresques réalisées par Antoine Heitzmann de style art-déco[précision nécessaire], une spécificité de l'œuvre est d'avoir choisi des yeux noirs pour ses personnages.

Sur l'Eglise naissante : Les fresques du chœur et du baptistère
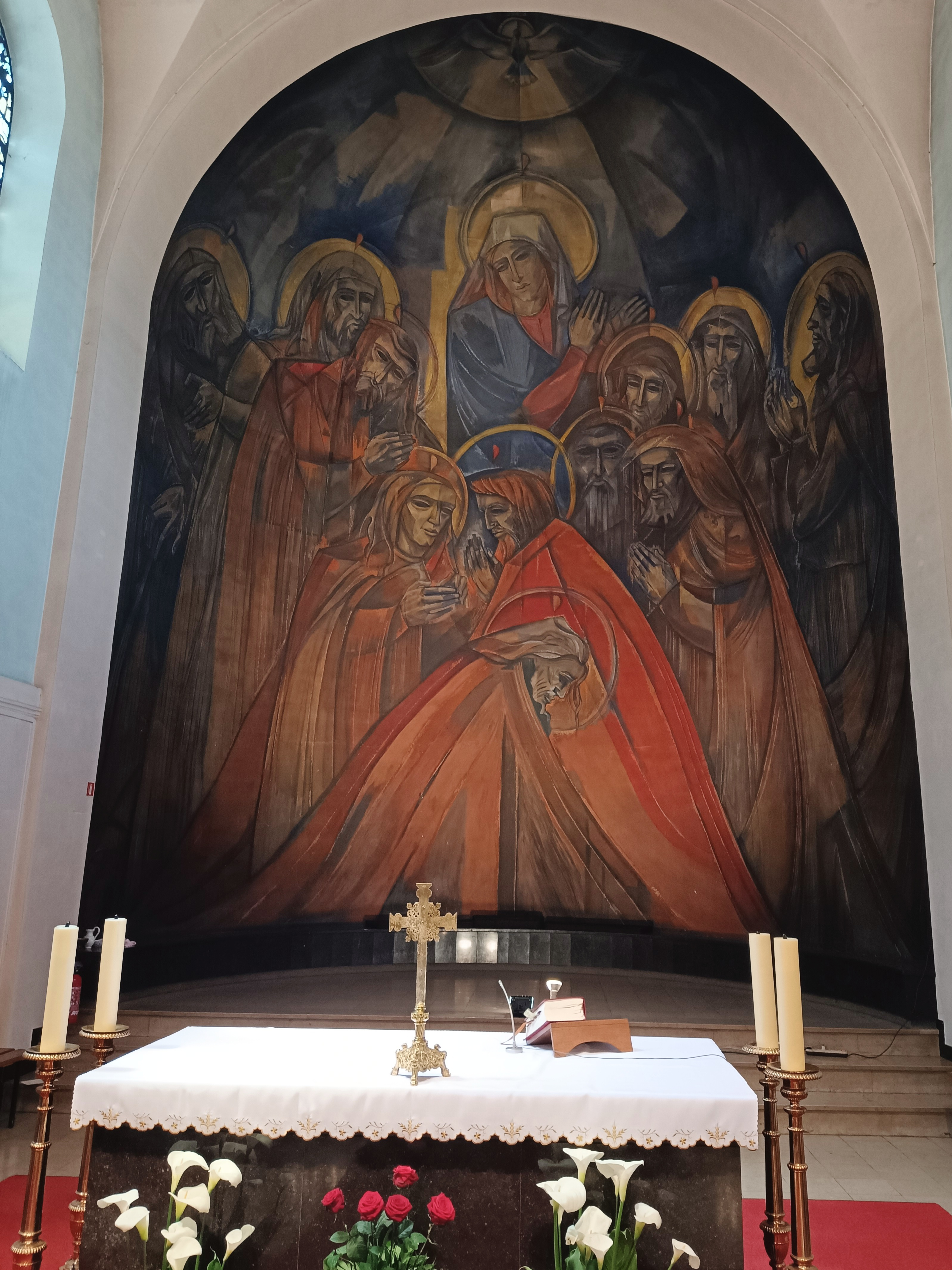
Fresque de la Pentecôte et autel

La fresque du chœur représente la Pentecôte, don de l'Esprit-Saint sur douze disciples réunis. Il s'agit probablement des Douze Apôtres ou bien la Vierge-Marie entouré de seulement  onze apôtres.

« "Tous, d’un même cœur, étaient assidus à la prière, avec des femmes, avec Marie la mère de Jésus, et avec ses frères." "On tira au sort entre eux, et le sort tomba sur Matthias, qui fut donc associé par suffrage aux onze Apôtres." "Quand arriva le jour de la Pentecôte, au terme des cinquante jours, ils se trouvaient réunis tous ensemble."  "Alors leur apparurent des langues qu’on aurait dites de feu, qui se partageaient, et il s’en posa une sur chacun d’eux."  "Alors Pierre, debout avec les onze autres Apôtres, éleva la voix et leur fit cette déclaration" »

— Actes des Apôtres 1 et 2

Sur Saint Ignace : fresque de la façade du chœur
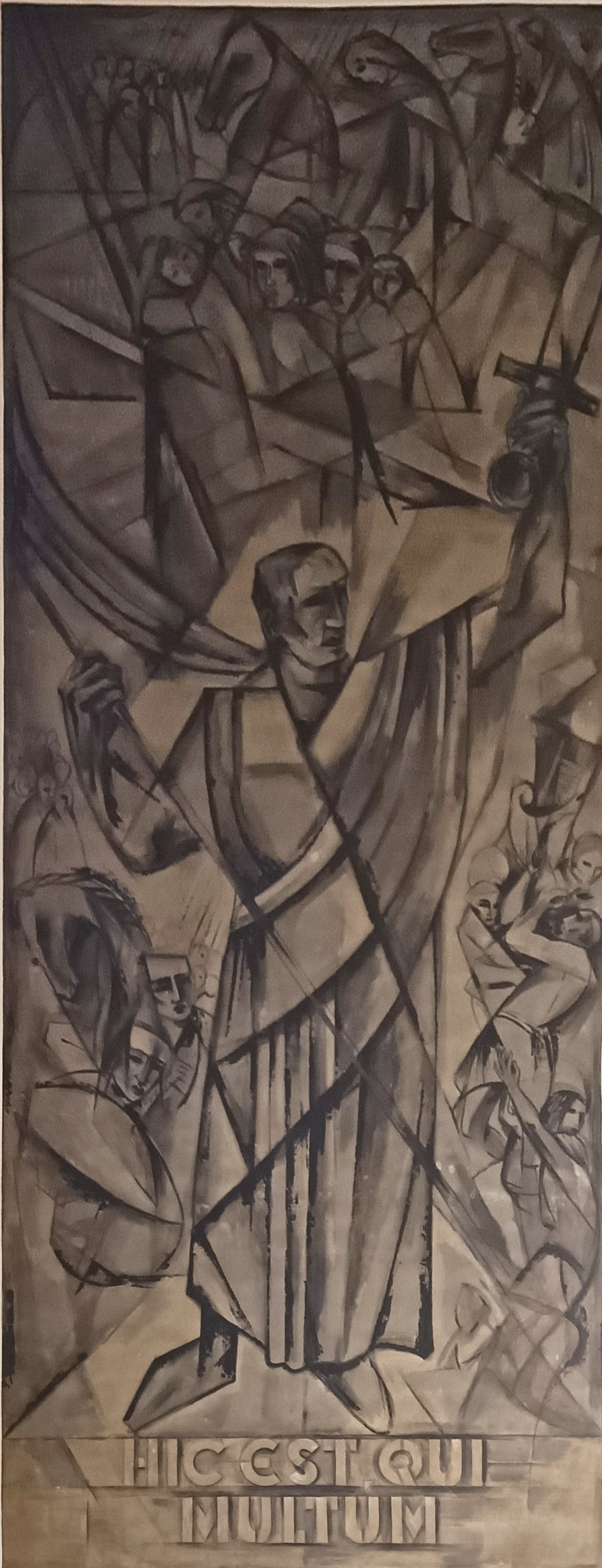
L'homme à l'épée
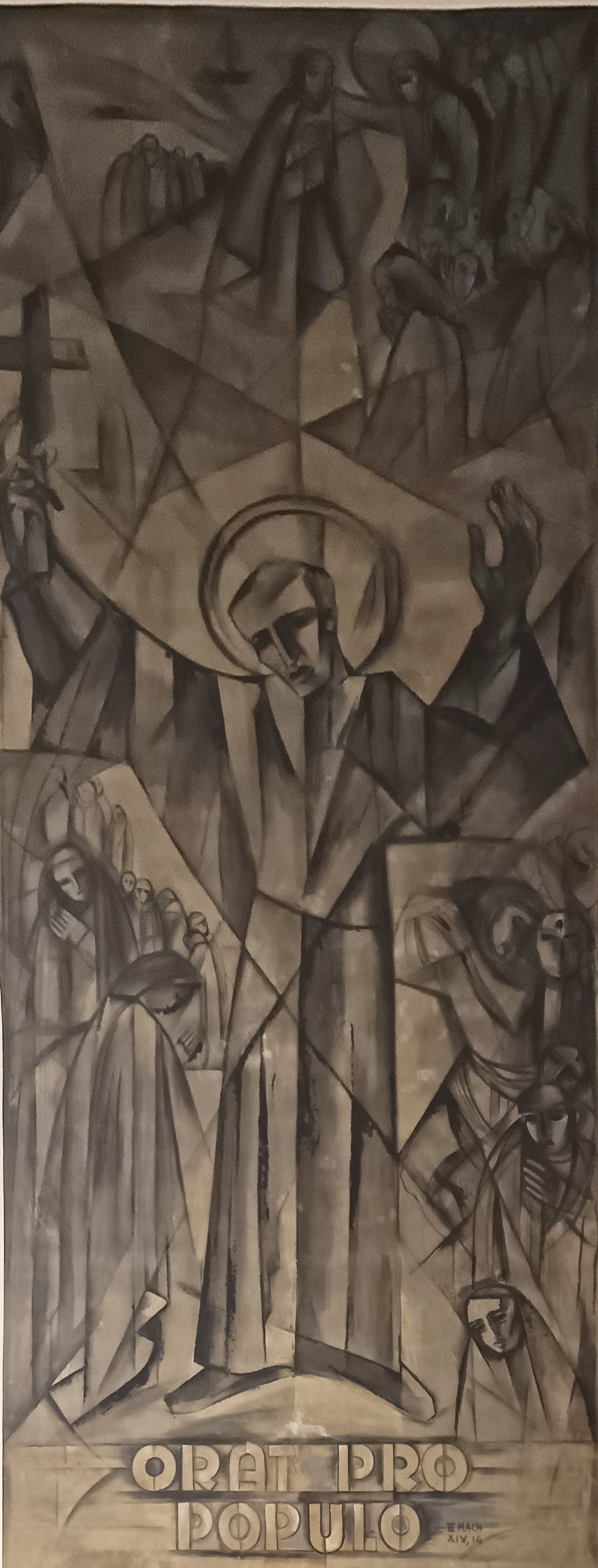
L'homme à la croix

Cette fresque est un hommage à Saint Ignace de Loyola, soldat puis religieux. L'épée renvoie à son passé de soldat; il fut marqué par une blessure à la bataille de Pampelune, après laquelle il a eu une période de convalescence durant laquelle il a lu des textes religieux qui l'ont inspiré à dédier sa vie à Dieu. La croix renvoie à sa prédication du message évangélique et à la fondation de la Compagnie de Jésus. Probablement en écho à sa vie de prière intense dont les Exercices spirituels eurent une fécondité importante, il est inscrit "« Hic est multum orat pro populo »" traduit par "Celui-ci prie beaucoup pour le peuple". C'est une citation du deuxième livre des Maccabées citant le grand-prètre Onias à propos du prophète Jérémie : 

« Prenant la parole, Onias disait : « Cet homme est l’ami de ses frères, celui qui prie beaucoup pour le peuple et pour la Ville sainte, Jérémie, le prophète de Dieu. » »

— 2 Maccabées 15, 14

### Les vitraux
Les vitraux ont été réalisés par Antoine Heitzmann. Entre abstrait et figuratifs, ils représentent à droite, un chrisme sur fond violet, le soleil, la lune et les étoiles sur fond vert, un ciboire[précision nécessaire] , un calice et du raisins; à gauche, un colombe représentant l'Esprit-Saint, un édifice religieux[précision nécessaire], deux visages[précision nécessaire], le don des Tables de la loi sur le Sinaï.